# Cal Cunyer
Cal Cunyer o Cal Cunyé és una casa al poble de Viver de Segarra, al municipi de Sant Ramon (la Segarra). Es tracta d'un habitatge situat al centre del nucli, format per planta baixa i dues plantes superiors amb coberta plana, amb la façana realitzada amb pedra i estucat en fred.
A la planta baixa hi ha dues portes d'accés, una de majors dimensions que l'altra. La porta situada a la dreta de la façana de menors dimensions està coronada per un arc de mig punt rebaixat i arrebossat exteriorment, mentre que la situada a l'esquerra, actualment tapiada, presenta una llinda superior també amb arrebossat exterior igual que els brancals. Al costat esquerre de la façana trobem una altra finestra, descentrada de la resta, posterior i corresponent a una redistribució interior de l'habitatge.
La primera planta presenta tres obertures, dos balcons i una finestra a la part dreta de la façana. Els balcons presenten llinda superior, pel damunt de la qual trobem la presència d'una franja corbada com a element decoratiu amb les baranes realitzades amb ferro forjat i la presència d'elements vegetals, mentre que la finestra, també realitzada amb llinda, presenta al seu voltant un arrebossat amb formes corbada que sobresurten una mica del pla de la façana.
La segona planta, utilitzada com a golfes, presenta tres obertures de petites dimensions amb forma de creu i amb el voltant amb un arrebossat que també sobresurt del pla de la façana, seguint el mateix estil decoratiu.